# サッポロ・イーワン・スタジアム
サッポロ・イーワン・スタジアム（ii-one）は、北海道札幌市白石区に所在する全天候型屋内スポーツ施設。日本フットサルリーグ公認（フットサル）。

## 概要
石屋製菓前代表石水勲が経営する株式会社石水が設立。元コンサドーレ札幌所属のサッカー選手野々村芳和が経営する株式会社クラッキが運営。
石水勲と野々村芳和の協力により全天候型フットサル競技専用の施設（有料施設）として、2011年1月15日開設。2011年4月28日1号館屋上にコートが完成。

## 施設

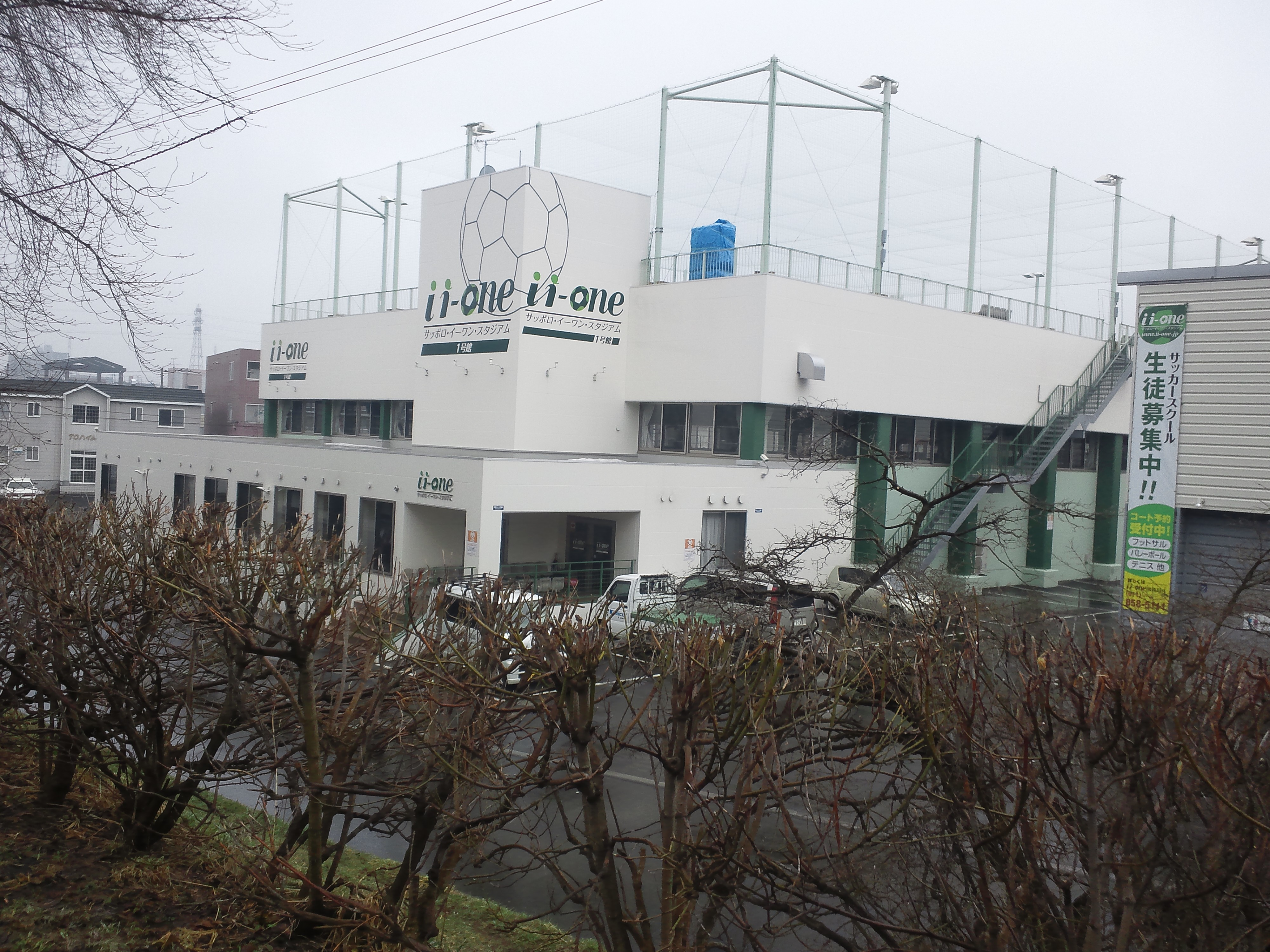
サッポロイーワンスタジアム1号館

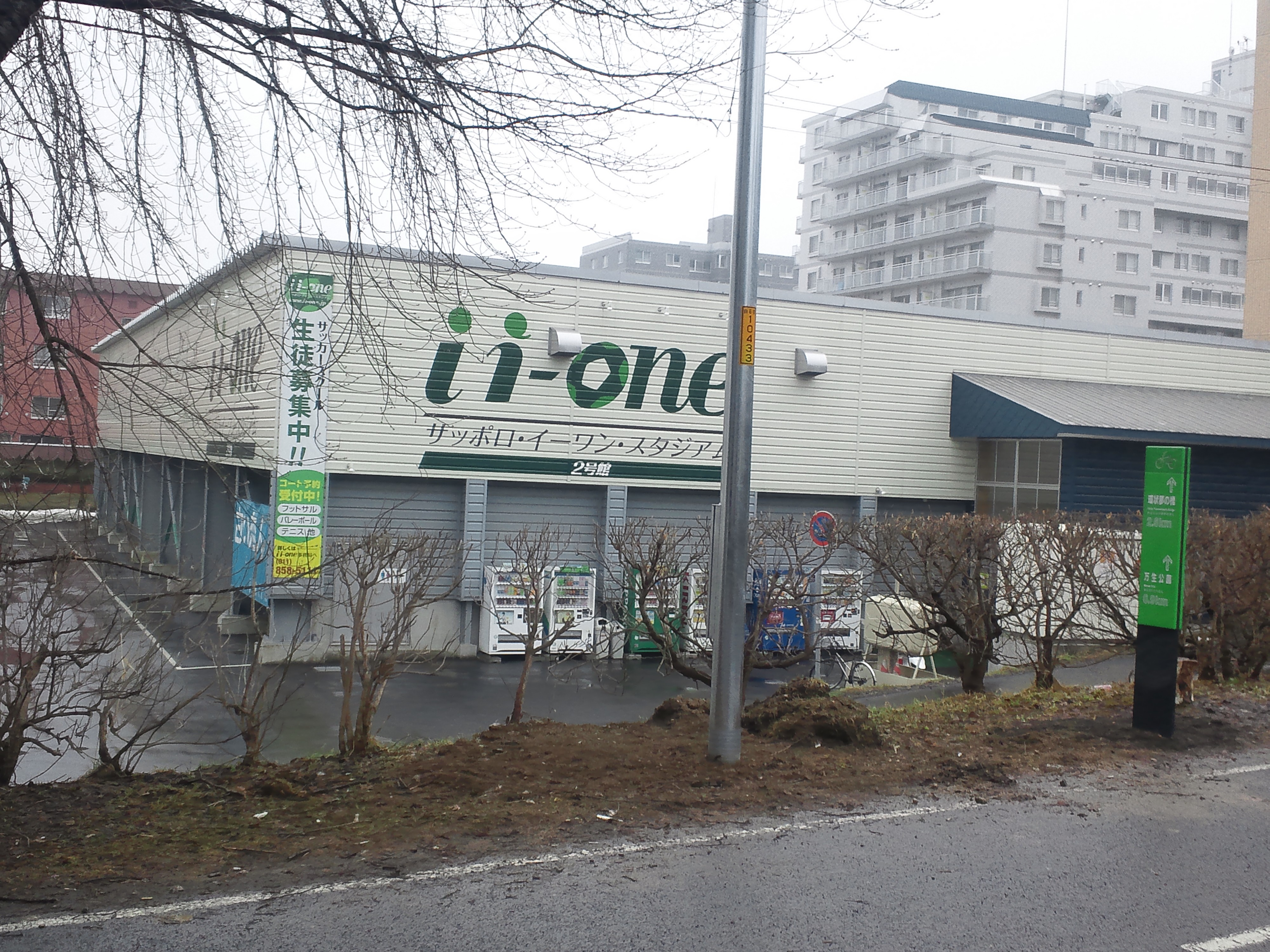
サッポロイーワンスタジアム2号館

基本的にはフットサル専用の施設であるが、屋内レクリエーションやYOSAKOI・ドローンの練習場といった他の使用も可能。2019年には2号館にスポーツクライミング「ii-oneクライミングスタジオ」を開設、高さ7mのロープクライミング設備と高さ3.6mのボルダリング設備を備える。
- 1号館
  - 屋内コート - スポーツコート床公式戦サイズフルコート1面またはハーフコート2面、観客席280席、休憩スペース
  - 屋上コート - 人工芝フルコート1面またはハーフコート2面、ナイター照明
- 2号館
  - 屋内コート - スポーツコート床公式戦サイズフルコート1面またはハーフコート2面、ラウンジ
- 北海道札幌市白石区栄通14丁目2-35
- 営業日:年中無休
- 営業時間:6:00-26:00

## サッカースクール
- コンサドーレ札幌ジュニアサッカースクール

## アクセス
- 札幌市営地下鉄東西線南郷13丁目駅

## 周辺
- 北海道道1148号札幌恵庭自転車道線（白石サイクリングロード）

## テレビ番組

### ii-one presents GO!GO!フットサル
ii-one presents GO!GO!フットサル（イーワン プレゼンツ・ゴー! ゴー! フットサル）は、テレビ北海道にて放送されていたスポーツ番組。2011年1月21日から2013年3月16日まで全72回放送されていた。
- 同施設で開催されたフットサルの試合をダイジェストで放送。メインMCは辻田沙織。
- 番組の制作は（株）ピーアールセンターが担当。TVhは制作に関与していない他、番組自体の公式サイトも制作しなかった。
- 金曜日時代は辻田が所属するフットサルチーム『サッポロチェルビーズ』のメンバーと共に様々なチャレンジ企画を行う「チェルビーズのフットサルに夢中!」というコーナーもあったが、月1回放送に移行後はそのような企画は行われず、試合のダイジェストやイーワンスタジアムの情報のみがメインとなっていた。
- 4:3のスタンダードサイズで制作・放送されていたが、2011年7月24日[4] の地上アナログ放送終了後も16:9に移行せず番組は継続された。2012年4月以降は月1回の放送に移行したが、翌年3月16日放送分をもって最終回を迎えた。

### その他
- どぉーだ!Presents タカトシ牧場（北海道文化放送、2009年10月18日・2010年1月17日放送）
タカトシ牧場 フットサル部 - スポンサー企画番組。番組特別チームを結成。タカアンドトシら番組出演陣は、フットサルを一から勉強し、タカトシ牧場杯として大会を開催した。